# Photis brevicaudatus
Photis brevicaudatus is een vlokreeftensoort uit de familie van de Photidae. De wetenschappelijke naam van de soort is voor het eerst geldig gepubliceerd in 1867 door Norman.